# تل الأفعى الجرسية (نيويورك)
تل الافعى الجرسية، هو جبل يقع في جبال كاتسكيل في نيويورك جنوب شرق هانكوك. تقع جنسن هيل جنوبًا، وتقع تل بوشوكس جنوب غربًا، ويقع جبل بيجفورك شمال شرقًا، ويقع جوني ريدج شمال شمال غرب تل الافعى الجرسية.